# Ruy Castro

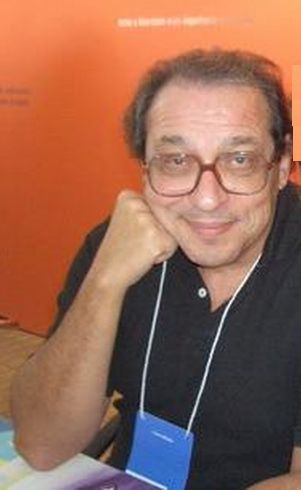
Ruy Castro (2009)

Ruy Castro (* 26. Februar 1948 in Caratinga, Minas Gerais) ist ein brasilianischer Autor, Journalist und Übersetzer, bekannt vor allem für seine Biografien und Reportagen.
Castro, geboren als Ruy Barboza de Castro Filho, begann seine Laufbahn als Reporter in Rio de Janeiro bei der 1974 eingestellten Zeitschrift Correio da Manhã und hat seither zu weiteren Zeitungen und Zeitschriften von Jornal do Brasil und Folha de S. Paulo bis Playboy beigetragen.
Seit den 1990er-Jahren konzentriert er sich vor allem auf das Schreiben von Büchern. Seine bekanntesten Biografien beziehen sich auf das Leben des Dramaturgen und Novellisten Nelson Rodrigues, des Fußballidols Garrincha und der Sanges- und Schauspielikone der 1930er und 40er Jahre Carmen Miranda. Beachtung fanden auch seine historische Behandlung des Bossa Nova und des Fußballklubs CR Flamengo. Weitere Bücher widmen sich seiner Wahlheimat Rio de Janeiro. Auf dem Feld der fiktiven Literatur hat er bisher nur einige Jugendbücher geschrieben.
Als Übersetzer hat er Alice im Wunderland von Lewis Carroll und Frankenstein von Mary Shelley ins Portugiesische übertragen. Seit 1996 wurde ihm inzwischen viermal der Prêmio Jabuti de Literatura verliehen.
2021 erhielt er von der Academia Brasileira de Letras den Prêmio Machado de Assis für sein Lebenswerk. 2022 wurde er dann als Mitglied in die Akademie gewählt.
Ruy Castros Werke wurden auch in zahlreiche weitere Sprachen übersetzt. Auf Deutsch wurden von ihm bislang nur Bossa Nova (2005) und Garrincha (2006) veröffentlicht.

## Werke
- 1990: Chega de Saudade: A história e as histórias da Bossa Nova
- 1992: O Anjo Pornográfico: A vida de Nelson Rodrigues
- 1994: Saudades do Século XX
- 1995: Estrela Solitária: Um brasileiro chamado Garrincha
- 1999: Ela é Carioca
- 2000: Billac Vê Estrelas
- 2001: O Pai que era Mãe
- 2001: A Onda que se Ergueu no Mar
- 2003: Carnaval no Fogo
- 2004: Flamengo: Vermelho e Negro
- 2004: Amestrando Orgasmos
- 2005: Carmen: Uma biografia
- 2007: Tempestade de Ritmos
- 2007: Era no tempo do rei: Um romance da chegada da corte
- 2011: Terramarear (zusammen mit Heloísa Seixas)
- 2013: Morrer de Prazer – Crônicas da Vida por um Fio

Deutsche Ausgaben
- Garrincha. Titel, Tore und Tragödien. Deutsch von Gerlinde Supplitt. Bombus, München 2006, ISBN 978-3-936261-51-6 (Originalausgabe: Estrela Solitária)
- Bossa Nova – The Sound of Ipanema. Eine Geschichte der brasilianischen Musik. Aus dem Brasilianischen übersetzt von Nicolai von Schweder-Schreiner. Hannibal Verlag, Höfen 2011, ISBN 978-3-85445-367-3 (Originalausgabe: Bossa Nova)